# Yours Truly
Yours Truly —en español: Atentamente— es el primer álbum de estudio de la cantante estadounidense Ariana Grande, lanzado el 30 de agosto de 2013 por el sello Republic Records. Las canciones del álbum se grabaron a lo largo de casi tres años, con Harmony Samuels, Kenneth "Babyface" Edmonds, Patrick "J. Que" Smith y el coprotagonista de Victorious de Grande, Leon Thomas III, así como otros, encargándose de la producción musical del álbum. Entre los colaboradores destacados se encuentran Big Sean, Mika, Mac Miller y Nathan Sykes de The Wanted.
Yours Truly tiene influencias estilísticas de la música de las inspiraciones artísticas de Grande, como las cantantes Whitney Houston, Amy Winehouse, Christina Aguilera y Mariah Carey. Musicalmente, Yours Truly es un disco de pop y R&B, al tiempo que incorpora el hip hop de los años 90, el piano pop de los años 50 y la música doo wop dentro de su producción. Stephen Thomas Erlewine, de AllMusic, señaló que, con la ayuda de Babyface, Grande fue capaz de «recrear el ambiente y la sensación de los años 90» con el álbum. La crítica valoró el álbum positivamente tras su lanzamiento, con elogios a la voz de Grande.
Yours Truly debutó en el primer puesto de la lista Billboard 200 de Estados Unidos, con más de 138.000 unidades vendidas en su primera semana. Esto convirtió a Grande en la decimoquinta artista femenina que debuta en el número uno en Estados Unidos con su primer álbum. El álbum fue certificado como disco de platino por la Recording Industry Association of America (RIAA). También alcanzó los diez primeros puestos en Australia, Canadá, Dinamarca, Irlanda, Japón, los Países Bajos y el Reino Unido. Yours Truly apareció en las listas de fin de año de Billboard 200 tanto en 2012 como en 2013.
El álbum fue precedido por el lanzamiento del sencillo principal, «The Way», el 25 de marzo de 2013. Se convirtió en un éxito en el top 10 de la lista Billboard Hot 100 de Estados Unidos, alcanzando el número nueve. El segundo sencillo, «Baby I», se publicó el 21 de junio de 2013 y alcanzó el número 21 en el Hot 100. El tercer y último sencillo, «Right There», se publicó el 5 de julio de 2013 y alcanzó el número 84 en Estados Unidos. Yours Truly se promocionó además con interpretaciones en directo de las canciones del álbum durante la gira The Listening Sessions en 2013.

## Antecedentes y concepción
El trabajo en Yours Truly comenzó en agosto de 2010 mientras Grande estaba en el proceso de filmación de Victorious y comenzó formalmente a trabajar en él con un sello discográfico después de que fue firmada por Republic Records el 10 de agosto de 2011. Para el 10 de septiembre de ese año, Grande ya tenía 20 canciones preparadas y estaba pasando por el proceso de reducirlas a 13. El 11 de noviembre de 2010, Grande lanzó «Put Your Hearts Up» como primer sencillo previsto para el álbum. La canción era un tema de bubblegum pop, lanzado con la intención de atender al público principal de Grande, que en ese momento estaba formado casi en su totalidad por niños pequeños que la conocían por Victorious.
En una entrevista en mayo de 2011, Grande describió todo el álbum como «inspirado en el doo wop de los años 50 y 60» y reveló que se iban a lanzar dos nuevos sencillos antes del álbum, uno de los cuales se llamaba «Do You Love Me?» y contaba con la participación de Sky Blu. Los títulos de las canciones que se filtraron incluían «Honeymoon Avenue», «Tattooed Heart» y «Daydreamin'», que luego se incluyeron en el álbum final. «You're My Only Shawty» fue finalmente cedida a Demi Lovato para que la grabara e incluyera en su álbum Unbroken, de 2011, con tintes de R&B, como «You're My Only Shorty».
En 2013, Grande se reunió con su discográfica y expresó su descontento con la dirección que estaba tomando el álbum. En varias entrevistas durante 2013, admitió que le había disgustado completamente su sencillo debut, «Put Your Hearts Up», y que no tenía interés en seguir con la música de ese género. Expresó su deseo de hacer el tipo de música que había crecido escuchando, que era, «pop urbano, música de los 90». El equipo de Grande había pedido a la rapera Iggy Azalea que trabajara en un tema para el álbum, pero Azalea lo rechazó. Las dos colaboraron más tarde en «Problem», que apareció en el segundo álbum de Grande, My Everything.
El álbum se anunció originalmente como Daydreamin', que lleva el nombre de una de las canciones incluidas en el álbum y estaba programado para un lanzamiento a principios de septiembre, pero Grande decidió más tarde renombrarlo como Yours Truly, porque el álbum se sentía como una carta de amor.[cita requerida]
El álbum se inspira en una variedad de artistas diferentes, que van desde Amy Winehouse y Christina Aguilera a Mariah Carey y Whitney Houston. Grande describe la primera mitad del álbum como un «regreso» a la música R&B de la década de 1990, y la segunda mitad la describe como «algo que es muy único y muy especial que he escrito» que es completamente original. Para resumir el disco, dijo: «Así que la mitad es un retroceso y una sensación muy familiar, de bienestar, y la otra mitad es algo que he creado y que es especial y único y refrescante y maravilloso, y me encanta».

## Composición

### Música y letra
El estilo musical de Yours Truly explora un sonido «estilo retro» que mezcla pop de los 90 y R&B, con ciertas canciones que incorporan influencias del hip hop de mediados de los 90, el piano pop de la década de los 1950, y el doo wop. Scott Interrante de PopMatters elogió la música presentada en el álbum y señaló que, desde el punto de vista de la composición y la producción, «los tropos de ambos estilos se mezclan sin esfuerzo». Según ha percibido, «las baterías programadas erráticas apoyan las ricas armonías y acordes de piano de las canciones más doo-wop y los temas de R&B están impregnados de un optimismo de ojos abiertos más asociado con el estilo pop de los 60». Andrew Ryce de Pitchfork consideró que Grande optó «por un ambiente de hip-hop soul de los años 90 que encaja incómodamente con la composición más deudora del doo-wop».

### Canciones
El álbum se abre con una intro orquestal que introduce el primer tema «Honeymoon Avenue», una canción downtempo compuesta en la clave de Fa sostenido mayor y ambientada en un compás de 4
4 a un tempo moderado de 63 pulsaciones por minuto. La canción explora el estilo musical de los 1950 mezclando doo wop con un sonido inspirado en la música urbana. Líricamente, «Honeymoon Avenue» utiliza varias metáforas para hablar de alguien en un coche conducido por su pareja (romántica). El conductor está atascado en la misma ruta y modo de conducción de siempre, lo que puede hacer que se estrellen. En una entrevista con MTV, Grande explicó su letra diciendo que «Honeymoon Avenue» «trata de saber que estás al final de una relación y desear que no sea el final y volver al principio y empezar de nuevo». El segundo tema «Baby I» está empapado de un «sonido retro» de R&B de los años 90 y de sonoridad pop. Líricamente, «Baby I» es una confesión por parte de Grande admitiendo un amor especial por alguien y cómo no puede formular sus fuertes sentimientos en palabras. Los elementos de «Baby I» se ilustran aún más por su uso de chasquido de dedos, un ritmo sincopado, trompas y baterías.
El tercer tema «Right There» cuenta con la participación del rapero Big Sean. Musicalmente, «Right There» también incorpora las influencias de la música de 1990, el R&B y la música urbana, mezclando «sintetizadores punzantes», ritmo con influencias de trap y un groove de hip hop. Al reseñar la canción, Jason Lipshutz de Billboard señaló que «mientras Big Sean presume de su destreza sexual, Grande hace alarde de su típico e impresionante melisma antes de subir la emoción para el final». El cuarto tema «Tattooed Heart» es una canción doo-wop escrita en la tonalidad de Sol mayor con un tempo de 72 pulsaciones por minuto en tiempo cuádruple compuesto (12
8) mientras que la voz de Grande abarca desde D4 hasta F5. «Piano» se basa en un ritmo de palmas, ritmos pulsantes y un bucle de piano.

## Lanzamiento y promoción
Para promocionar su sencillo debut «The Way», Grande visitó varias emisoras de radio, entre ellas: Y-100 Miami, 93.3 FM, Z100, KIIS-FM, y 99-7 Now. Grande interpretó «The Way» en varios conciertos producidos para emisoras de radio de los 40 principales, como el concierto Wango Tango de KIIS-FM el 11 de mayo de 2013 en Los Ángeles, el concierto Star Party de 101.3 KDWB el 17 de mayo en Minéapolis, el evento Kiss Concert 2013 de Kiss 108 el 18 de mayo en Boston, el concierto 103.3 AMP Radio's Birthday Bash el 30 de junio también en Boston, y Mix 93.3's Red White & Boom concert el 5 de julio en Kansas City. Su primera interpretación televisada de la canción se emitió el 29 de mayo de 2013 en The Ellen DeGeneres Show.
El 1 de agosto de 2013, Grande reveló el arte oficial de Yours Truly, que la muestra arrodillada en un lecho de rosas frente a un fondo rosa. Debido a las críticas de los fanes, rápidamente dio a conocer una nueva portada, que simplemente mostraba a la cantante de pie bajo un foco en una imagen en blanco y negro. El 7 de agosto de 2013, Grande reveló el listado oficial de canciones a través de iTunes, y Republic Records puso a disposición los pedidos anticipados del álbum. Un video musical para «Almost Is Never Enough» un dúo con Nathan Sykes de The Wanted se estrenó en línea en Vevo el 19 de agosto para promover la película The Mortal Instruments: City of Bones. El tema aparece en la banda sonora oficial de la película. La versión del álbum de la canción es dos minutos más larga y ha sido ligeramente alterada. Debutó en el Billboard Hot 100 en el número 84. «Popular Song» con Grande fue lanzado el 21 de diciembre de 2012, como un sencillo del tercer álbum de estudio de Mika, The Origin of Love. La versión del álbum de la canción cuenta con las voces de la compositora original, Priscilla Renea, y contiene improperios. Sin embargo, la versión del sencillo elimina a Renea y la sustituye por Grande, eliminando los improperios.
Grande interpretó «The Way» y «Baby I» en el preshow de los MTV Video Music Awards 2013 el 25 de agosto de 2013, y el álbum salió a la venta nueve días después, el 3 de septiembre de 2013. Grande también interpretó «The Way» con Mac Miller en Today junto con «Tattooed Hear» ese mismo día. También interpretó esta última en los Style Awards 2013 el 4 de septiembre de 2013, Grande también hizo otras apariciones a lo largo de la semana apareciendo en Live! with Kelly and Michael, Today y Late Night With Jimmy Fallon, donde interpretó una versión acústica de «The Way».

### The Listening Sessions Tour
Grande se embarcó en su primera gira de conciertos en solitario titulada The Listening Sessions en apoyo de Yours Truly. Las entradas en preventa salieron a la venta el 18 de julio de 2013. Las entradas normales salieron a la venta el 19 de julio. Las entradas de preventa tuvieron que ser retiradas antes de tiempo, ya que se vendían a un ritmo tan rápido que la gira estaba casi vendida antes de que las entradas normales estuvieran disponibles. Grande también fue la telonera de las tres últimas fechas estadounidenses del Believe Tour de Justin Bieber. Las actuaciones tuvieron lugar en Jacksonville, Tampa y Atlanta los días 7, 8 y 10 de agosto, en apoyo del álbum. Fue en estas sesiones de escucha donde Grande descubrió que el álbum había alcanzado el número uno en el iTunes estadounidense.

## Sencillos
«The Way» fue lanzado a los minoristas digitales a través de Republic Records en los Estados Unidos el 26 de marzo de 2013, como el sencillo principal del álbum. Fue escrita por la productora de la canción, Harmony Samuels, junto a Amber Streeter, Al Sherrod Lambert, Jordin Sparks, Brenda Russell y Mac Miller, que también aparece en la canción. Siete horas después de su lanzamiento en la iTunes Store, «The Way» se situó en el primer puesto de la lista de Top Singles. Debutó en el número 10 de la lista Billboard Hot 100 de Estados Unidos, convirtiéndose en la primera canción de Grande y Miller en el top 10 de la lista. Esto convirtió a Ariana en la primera llegada al número 10 de una artista femenina que hacía su primera aparición en el Hot 100 desde Yael Naim, que se lanzó con «New Soul» en 2008. La canción alcanzó el número nueve en el Billboard Hot 100. «The Way» vendió más de 120.000 unidades en las primeras 48 horas de su lanzamiento. Al haber vendido más de 219.000 unidades en su semana de estreno, «The Way» ocupa la tercera cifra de ventas en la primera semana de 2013, por detrás de «Suit & Tie» de Justin Timberlake y «Best Song Ever» de One Direction. La canción recibió una certificación de triple platino por la Recording Industry Association of America (RIAA).
«Baby I» fue lanzado a los minoristas digitales por Republic Records el 22 de julio de 2013, como el segundo sencillo del álbum. Fue escrito y producido por Kenneth "Babyface" Edmonds, Antonio Dixon y Patrick "J. Que" Smith. La canción vendió 141.000 copias en su primera semana y debutó en el número 21 de la lista Billboard Hot 100, convirtiéndose en su segundo éxito en el top cuarenta. También debutó en el número seis de la lista Hot Digital Songs, convirtiendo a Grande en la única mujer que ha estrenado dos canciones en el top-10 de la lista Hot Digital Songs durante 2013. El rodaje del vídeo musical de la canción tuvo lugar los días 28 y 29 de julio de 2013. Grande insinuó que el vídeo «viajaría» a los años 90 y que habría «mucho color» y «mucha ropa holgada».
«Right There», con Big Sean, fue lanzado a los minoristas digitales por Republic Records el 6 de agosto de 2013, como tercer y último sencillo. Fue escrita por Grande, Carmen Reece, Lonny Bereal, James "J-Doe" Smith, Trey Starxx, Al Sherrod Lambert, Sean Anderson, Jeff Lorber y Harmony Samuels, que también se encargó de la producción de la canción. «Right There» debutó en el Billboard Hot 100 de EE. UU. en el número 84. Luego fue servido a la radio rítmica contemporánea el 10 de septiembre de 2013.

### Sencillos promocionales
«Almost Is Never Enough» (con Nathan Sykes) se lanzó el 19 de agosto de 2013 como sencillo promocional del álbum. También se entregó a The Mortal Instruments: City of Bones.

## Recepción de la crítica
En Metacritic, que asigna una puntuación media ponderada sobre 100 basada en las calificaciones y reseñas de los principales críticos, el álbum recibió una media de 81, basada en 9 reseñas, lo que indica una «aclamación universal». En AllMusic, Matt Collar calificó el álbum con cuatro estrellas de cinco, diciendo que Yours Truly era «sorprendentemente sofisticado y único» que muestra la conmovedora voz de Grande de R&B. Afirmó que el álbum a menudo «trae a la mente las entonaciones de Mariah Carey que son muy probablemente intencionales». Collar cerró el comunicado diciendo que Yours Truly «aprovecha al máximo su talento». Nick Catucci, de Entertainment Weekly, calificó el álbum con un sobresaliente, diciendo que era «pura felicidad pop» y «uno de los álbumes más agradables del año», impulsado por su «voz ágil y afinada como la de Broadway». En The New York Times, Jon Caramanica hizo una crítica positiva del álbum, escribiendo que programas de televisión como American Idol y Glee «han sido responsables de un intenso aumento del interés por la música en la televisión, pero no han dejado mucha huella en la forma del pop. Esto se debe a que ambos programas son instituciones fundamentalmente conservadoras, que privilegian lo familiar y lo que no supone un desafío. Se trata de emular, no de innovar». Caramanica elogió a Grande por convertirse en la primera «estrella del pop identificable» que toma las «reglas de esas empresas, las utiliza como base e innova sobre ellas... Utiliza la plantilla de "Glee"/"Idol" como punto de partida para hacer un pop-R&B moderno con una sólida columna vertebral vintage».
En su crítica pista por pista, Jason Lipshutz de Billboard calificó el álbum con un ochenta y seis sobre cien, diciendo que «Yours Truly lleva las expectativas de una joven cantante que ya ha demostrado su valía en las listas de pop, e incluso si las canciones de su debut no pueden igualar la calidad de "The Way", Grande tenía la base de fans y las poderosas tuberías para sobrevivir a un fallo». En PopMatters, Scott Interrante calificó el álbum con ocho discos de diez, escribiendo que «Dejando a un lado los pequeños errores, Yours Truly es en última instancia un impresionante debut para Grande». Ryan Dennehy de AbsolutePunk calificó el álbum con un 70, afirmando que «Yours Truly es más templado y menos probable que te ponga en un estado de catatonia» que es «una misiva que contiene algunos de sus pensamientos más personales y sus impulsos juveniles a menudo lamentables». En Pitchfork, Andrew Ryce calificó el álbum con un 6,5 sobre diez, llamándolo «un disco muy seguro». Lewis Conner, de Digital Spy, calificó el álbum con cuatro estrellas de cinco, escribiendo que «la producción se siente fresca, las letras son relatables y las melodías son tan frescas y dulces como una cucharada de frambuesa», y donde también afirma que «el tono y el ritmo del álbum rara vez cambian, pero las canciones se sienten logradas, pulidas y vibrantes». Corner concluyó calificando a Yours Truly como «poco menos que un triunfo». En The Michigan Daily, Gregory Hicks calificó el álbum con una B, diciendo que «la mayoría de las pistas son de composición de calidad, lírica y melódicamente, pero el uso de los ritmos llega a ser excesivo a veces». Jim Farber de The New York Daily News calificó el álbum con tres estrellas de cinco, afirmando que debido a los «ejércitos de doctores de la canción» que el lanzamiento es «mucho más afinado que los éxitos intercambiables de Mariah».

## Rendimiento comercial
El 4 de septiembre de 2013, Billboard informó de que lo más probable es que Yours Truly vendiera entre 110.000 y 120.000 copias en su primera semana en Estados Unidos a finales del 11 de septiembre de 2013. Yours Truly debutó oficialmente en el primer puesto de la lista Billboard 200 de Estados Unidos, con 138.000 copias vendidas en su primera semana, convirtiéndose en el primer álbum de Grande como artista en solitario. Esto convirtió a Grande en la decimoquinta artista femenina de la historia y en la primera artista femenina que debuta con su primer álbum en la cima de las listas desde enero de 2010, cuando Animal, de Kesha, se estrenó en el número uno. Las ventas de Grande fueron especialmente fuertes a nivel digital, ya que 108.000 de sus ventas de la primera semana fueron de descargas digitales, mientras que el álbum vendió 30.000 copias a través de las ventas físicas. En su segunda semana, el álbum bajó ocho puestos hasta el número nueve vendiendo 31.000 copias más, lo que supuso un total de ventas en Estados Unidos de 169.000. A partir de junio de 2020, el álbum ha vendido 615.000 copias en Estados Unidos y fue certificado como disco de platino por la Recording Industry Association of America (RIAA) el 22 de marzo de 2016, por los envíos de un millón de copias.
Yours Truly también debutó en la lista de las diez más populares en varios otros países, incluyendo Australia, donde debutó en el número seis, el Reino Unido, donde debutó en el número siete, Irlanda, donde debutó en el número seis, y los Países Bajos, donde debutó en el número cinco. También debutó justo fuera de las diez más populares en la lista de las cuarenta principales de Nueva Zelanda en el número once.
En 2013, Yours Truly se clasificó como el 106.º álbum más popular del año en el Billboard 200. Luego pasó a ser el 68.º álbum más popular en esa lista, al año siguiente.

## Lista de canciones
- Edición estándar

| N.º | Título                                      | Escritor(es) | Duración |  |
| 1.  | «Honeymoon Avenue»                          | Khris Riddick-Tynes, Leon Thomas III, Antonio Dixon, Kenneth "Babyface" Edmonds, Thomas Brown, Travis Sayles, Patrick "J. Que" Smith, Ariana Grande | 5:39     |  |
| 2.  | «Baby I»                                    | Edmonds, Dixon, Smith | 3:17     |  |
| 3.  | «Right There» (con Big Sean)                | Harmony Samuels, Carmen Reece, J. Lonny Bereal, James J-Doe Smith, Al Sherrod Lambert, Sean Anderson, Jeff Lorber, Ariana Grande.                   | 4:07     |  |
| 4.  | «Tattooed Heart»                            | Ariana Grande, Riddick-Tynes, Thomas, Dixon, Edmonds, Matt Squire, Smith                                                                            | 3:14     |  |
| 5.  | «Lovin' It»                                 | Ariana Grande, Edmonds, Dixon, Roy Hammonds, Mark Morales, Rickey Offord, Kirk and Nathaniel Robinson, Mark Rooney, Thomas                          | 3:00     |  |
| 6.  | «Piano»                                     | Samuels, Jahmaal Noel Fyffe, Parker Ighile, Anisa Moghaddam, Ariana Grande, Moses Samuels                                                           | 3:54     |  |
| 7.  | «Daydreamin'»                               | Grande,Squire, Brown, Victoria McCants | 3:31     |  |
| 8.  | «The Way» (con Mac Miller)                  | Ariana Grande,Samuels, Amber Streeter, Al Sherrod Lambert, Jordin Sparks, Malcolm McCormick, Brenda Russell                                         | 3:47     |  |
| 9.  | «You’ll Never Know»                         | Riddick-Tynes, Thomas, Edmonds, Dixon | 3:34     |  |
| 10. | «Almost Is Never Enough» (con Nathan Sykes) | Samuels, Carmen Reece, Lambert, Olaniyi-Akinpelu, Moses Samuels, Ariana Grande.                                                                     | 5:27     |  |
| 11. | «Popular Song» (con Mika)                   | Ariana Grande,Mika Penniman, Priscilla Renea, Mathieu Jomphe, Stephen Schwartz                                                                      | 3:20     |  |
| 12. | «Better Left Unsaid»                        | Samuels, Courtney Harrell, Lambert, Olaniyi-Akinpelu, Moses Samuels, Ariana Grande.                                                                 | 3:32     |  |

| Yours Truly – iTunes Store edition |                                               |             |          |  |
| N.º                                | Título                                        | Producer(s) | Duración |  |
| 13.                                | «The Way» (Spanglish version; con Mac Miller) | Harmony     | 3:47     |  |

| Yours Truly – Latin American edition |                                             |             |          |  |
| N.º                                  | Título                                      | Producer(s) | Duración |  |
| 14.                                  | «The Way» (Spanglish version; con J Balvin) | Harmony     | 3:46     |  |

| Yours Truly – Japanese edition |                                                     |             |          |  |
| N.º                            | Título                                              | Producer(s) | Duración |  |
| 13.                            | «The Way» (JdB radio edit; con Mac Miller)          | Harmony     | 4:24     |  |
| 14.                            | «Baby I» (Cosmic Dawn radio edit)                   | Edmonds     | 3:59     |  |
| 15.                            | «Right There» (7th Heaven radio edit; con Big Sean) | Harmony     | 4:03     |  |

| Yours Truly – Japanese deluxe edition (bonus DVD) |                                         |               |          |  |
| N.º                                               | Título                                  | Director(s)   | Duración |  |
| 1.                                                | «The Way» (music video; con Mac Miller) | Jones Crow    | 3:47     |  |
| 2.                                                | «Baby I» (music video)                  | Ryan Pallotta | 3:17     |  |
| 3.                                                | «Japan Exclusive Interview»             |               | 8:00     |  |

Samples
- Right There tiene una porción de «Crush On You» de la cantante, rapera y escritora Lil' Kim.
- Lovin' It tiene una porción de «Real Love» de Mary J. Blige escrita por Mark Morales, Mark C. Rooney, Kirk Robinson, Nat Robinson Jr., y Roy Hammond.
- The Way contiene la melodía de piano de «A Little Bit of Love» y letra de Still Not a Player».
- Popular Song es un cover basado en la canción «Popular» del musical de Broadway Wicked.

## Posicionamiento en listas
| País           | Lista                            | Mejor Posición |
| -------------- | -------------------------------- | -------------- |
| Australia      | Australian Albums Chart          | 6              |
| Bélgica        | Belgian Albums Chart (Flanders)  | 69             |
| Bélgica        | Belgian Albums Chart (Wallonia)  | 82             |
| Canadá         | Canadian Albums Chart            | 2              |
| Dinamarca      | Danish Albums Chart              | 10             |
| Irlanda        | Irish Albums Chart               | 6              |
| Países Bajos   | Netherlands Albums Chart         | 5              |
| Nueva Zelanda  | Official New Zealand Music Chart | 11             |
| Noruega        | Norwegian Albums Chart           | 33             |
| Reino Unido    | UK Albums Chart                  | 7              |
| Estados Unidos | Billboard 200                    | 1              |

## Certificaciones
| Territorio     | Organismo certificador | Certificación | Ventas certificadas | Simbolización | Ref.    |
| -------------- | ---------------------- | ------------- | ------------------- | ------------- | ------- |
| Colombia       | ASINCOL                | 2x Platino    | 20 000              |               | -       |
| Estados Unidos | RIAA                   | Platino       | 1 000               |               | [ 105 ] |
| Japón          | RIAJ                   | Oro           | 100 000             |               | [ 106 ] |
| Filipinas      | PARI                   | Oro           | 7 500               |               | [ 107 ] |

## Historial de lanzamientos
| País                    | Fecha                   | Formato              | Discográfica     | Edición(es) |
| ----------------------- | ----------------------- | -------------------- | ---------------- | ----------- |
| Alemania                | 30 de agosto de 2013    | CD, descarga digital | Republic Records | Estándar    |
| Estados Unidos y Canadá | 3 de septiembre de 2013 | CD, descarga digital | Republic Records | Estándar    |

## Yours Truly (Tenth Anniversary Edition)
Yours Truly (Tenth Anniversary Edition) Es la reedición del álbum de estudio debut de Ariana Grande Yours Truly, publicado el 25 de agosto de 2023, para conmemorar la semana del décimo aniversario del lanzamiento original del álbum. Anunciada el 19 de agosto de 2023 a través del Instagram de Grande, la reedición incluye versiones en directo de varias canciones del álbum, y se promocionó con vídeos de esas actuaciones en directo, así como preguntas y respuestas con Grande, una colección cápsula de merchandising y una reedición en vinilo disponible para pre-orden el 30 de agosto de 2023, la fecha exacta del aniversario del álbum original.

### Lista de canciones
La reedición contiene las doce canciones originales así como también la versión Spanglish de "The Way" con Mac Miller, seguido de seis nuevas versiones de canciones "Live from London".
| Yours Truly (Tenth Anniversary Edition) track listing |                                                |          |  |
| N.º                                                   | Título                                         | Duración |  |
| 13.                                                   | «The Way» (Spanglish Version; con Mac Miller)  | 3:47     |  |
| 14.                                                   | «Honeymoon Avenue» (live from London)          | 4:56     |  |
| 15.                                                   | «Daydreamin'» (live from London)               | 3:30     |  |
| 16.                                                   | «Baby I» (live from London)                    | 3:17     |  |
| 17.                                                   | «Tattooed Heart» (live from London)            | 3:14     |  |
| 18.                                                   | «Right There» (live from London; con Big Sean) | 3:17     |  |
| 19.                                                   | «The Way» (live from London; con Mac Miller)   | 3:34     |  |
| 71:58                                                 |                                                |          |  |